# シークヮーサー
- シークワーサー
- シークァーサー など

シークヮーサー（和名：ヒラミレモン〈平実檸檬〉、学名：Citrus × depressa、台湾語：酸桔仔 sng-kiat-á ） は、ミカン科の常緑低木、柑橘類。日本語の沖縄方言で「シー」は「酢」、「クヮースン」は「食わせる」の意味で、「シークヮーサー」という名称は「酸食わし」「酢食わし」という意味になる。果実は小粒で、酸味が強い未熟果の果汁は調味料やジュースとして利用される。

## 特徴

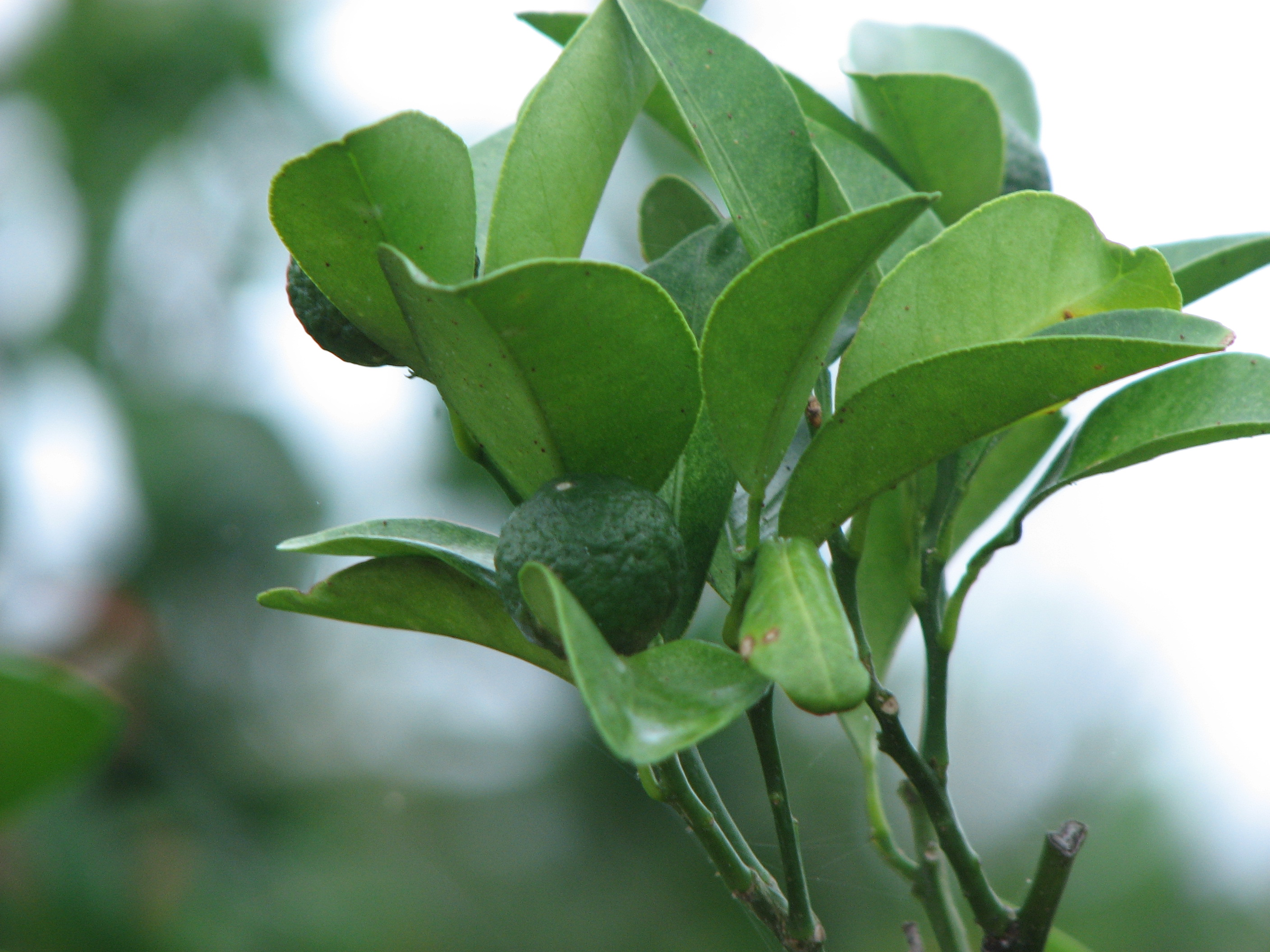
シークヮーサーの葉と未熟果
（沖縄県竹富町 西表島）

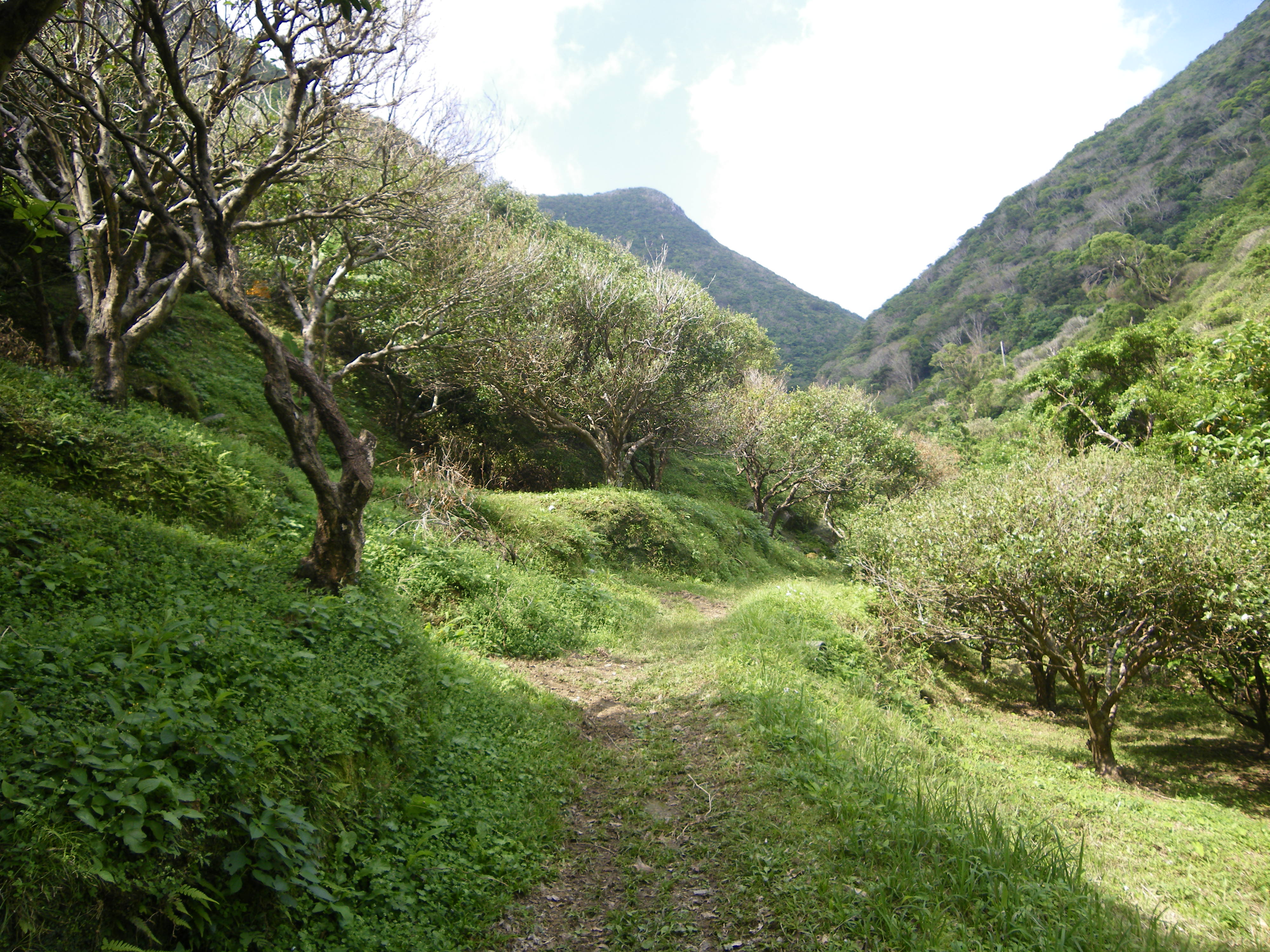
シークヮーサー園
（沖縄県名護市 安和岳登山道）

日本の琉球諸島および台湾に自生している。高さは5メートルほどで、4月に、直径3センチメートルほどの白い花を咲かせる。収穫は7月頃から。通常は、果皮が緑色の時期に青切りで収穫する。果実は皮が薄く25 - 60グラムほどで、温州ミカンを小型にしたような姿をしている。未熟果は酸味が強いが、完熟するとオレンジ色に色づき、甘くなる。シークヮーサーには複数の品種があり、イシクニブ、フスブタ、タネブト、ミカングヮ、イングヮクニブ、ヒジャークニブ、カーアチー、カービシー等、13 - 14種が確認されている。それらを改良した品種としてクガニーがあり、熟すと果皮が黄金色になることから、沖縄地方の方言名でクガニー（黄金）と呼んだと言われている。
ノビレチンを豊富に含む。台湾や東南アジアで栽培されている四季橘（しききつ、カラマンシー）と味や果実の形状が似ているため混同されやすい。四季橘にはほとんどノビレチンが含まれておらず、成分検査を行なうとフロレチンが検出される事が判明している。

## 遺伝学
シークヮーサーをはじめとするアジアの島マンダリン品種の遺伝子解析を行った結果、このグループは、琉球列島の在来種であるタニブター（C. ryukyuensis）と、現在も沖縄に生息するアジア大陸のマンダリンオレンジ（C. reticulata）との間の複数の交配から生まれた、独立したクローン性の一代雑種のファミリーであることが判明した。この大陸の親種は、中国の酸朱砂マンダリンに近縁であるが、わずかにザボン（ブンタン）の遺伝子移入があり、それがシークヮーサーに受け継がれた。大陸の親はクローン繁殖する。シークヮーサーの子孫も、有性生殖した個別の琉球ミカンの親と多数の独立した交配を行っており、時には種子親として、時には花粉親としての役割を果たしている。このような多様な起源に加えて、沖縄にはシークヮーサーが自生し、琉球王国最古の歌謡集『おもろさうし』にも言及されていることから、交配は自然に行われたと考えられる。

## 利用
日本では沖縄県が特産でよく栽培されている。沖縄県ではレモンの代わりに果汁を、ジュースなどの飲み物や料理の調味料、醤油に加えるなどして使用している。しぼり汁を泡盛に加えて楽しむこともある。缶入りや瓶入りの果汁、シークヮーサーソーダやシークヮーサー果汁入りの缶チューハイ、乾燥果汁の粉末なども販売されている。
シークヮーサーに多く含まれるフラボノイドの一種ノビレチンには、がん抑制効果や、血糖値の上昇抑制、慢性リウマチの予防・治療、抗認知症効果、抗肥満効果があるとする研究報告があり、近年は健康食品として加工され流通している。
食用以外では、芭蕉布を織り上げた際に、そのままでは固い布を未熟なシークヮーサーの果汁で洗浄し、余剰の有機物を酸で溶かして柔らかくする用途に利用されていた。また、くたびれた芭蕉布の再生のために数年に一度、シークヮーサーの果汁で洗濯することもあった。

## 表記
シークヮーサーという名称は沖縄方言に基づくため、発音の解釈によって表記揺れが激しく、一定しない。食品メーカーや店舗で商品名等にバラつきが生じている。日本果汁協会では"シークヮーサー"表記を標準の表記として協会誌等で取り扱っている。日本食品標準成分表における表記もこれにならう。食品表示法に基づく食品表示基準や日本農林規格においては"シイクワシャー"と表記され、特産果樹生産動態等調査（農林水産省）でもこの表記を主としている。沖縄県中央卸売市場の発行物では"シークァーサー"と表記されている。